# Stadt Emden
Le Stadt Emden (numéro de pêche AE 7) est un ancien bateau de pêche aux harengs construit en 1908. Avec le bateau-phare Amrumbank II et le canot de sauvetage Georg Breusing, ils forment une collection de navire musée de l'association Arbeitskreis Museumslogger e.V., Emden  se trouvant dans le port d'Emden-Ratsdelft.

## Historique
Le lougre Stadt Emden a été construite en 1908 en tant que bateau de pêche dans un chantier naval de Scheveningen pour un pêcheur néerlandais et a pratiqué la pêche du hareng aux filets dérivants jusqu'en 1931. Après cela, le bateau était toujours utilisé à la voile pour transporter du ciment sur la côte norvégienne. En 1950, le navire a reçu un moteur diesel auxiliaire.

### Préservation

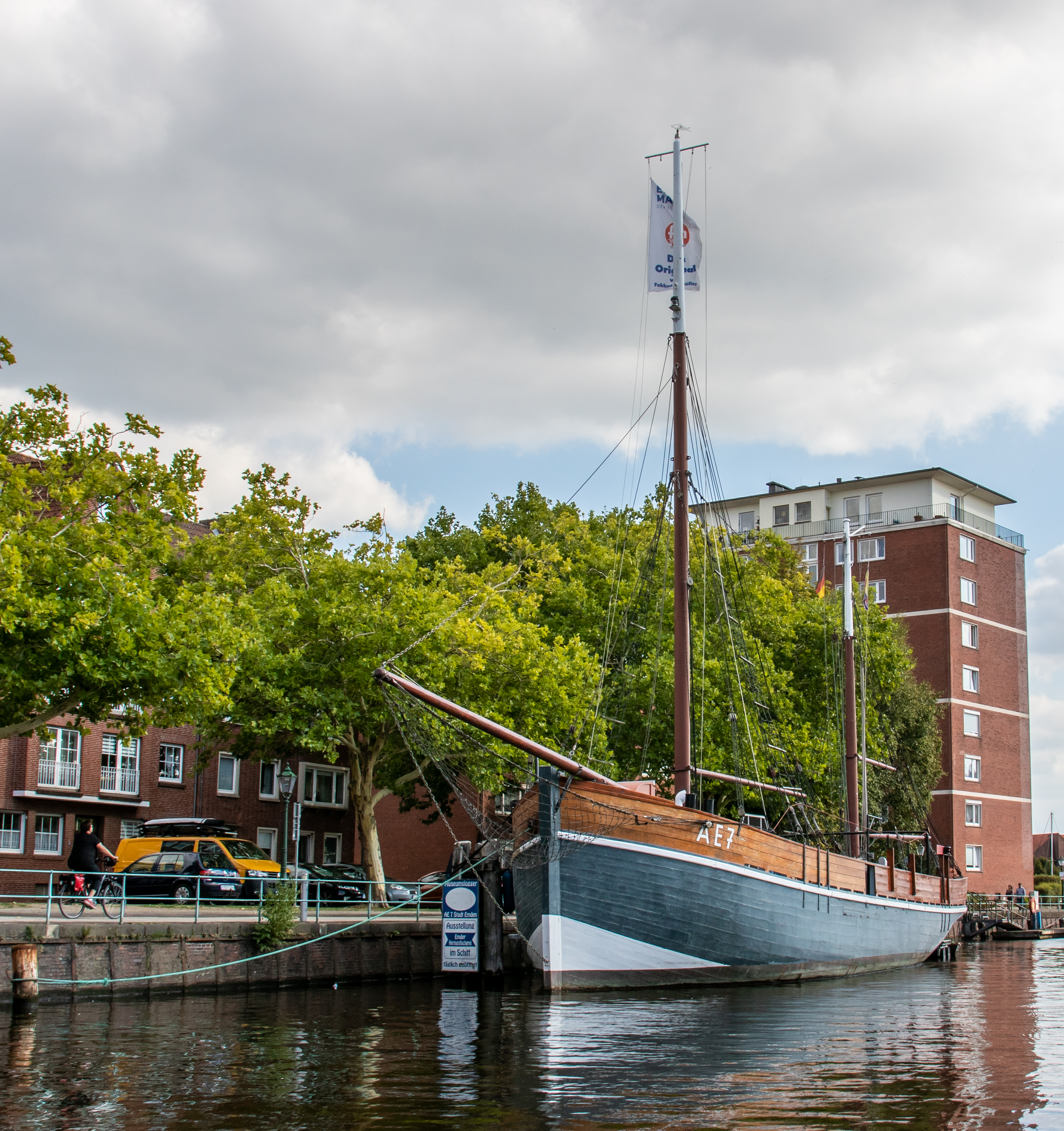
Stadt Emden en 2018

En 1977, le navire est arrivé à Bremerhaven, où il était initialement prévu de le transformer en restaurant flottant. Après que ces plans n'aient pas été mis en œuvre, le navire a été donné par Werner Kühn de Bremerhaven à l' Arbeitskreis Museumslogger e.V. à Emden en 1987. En 1988/89, le groupe réalisa lui-même la première restauration intérieure du Stadt Emden, basée sur les plans du même type de navire datant d'environ 1872. La base était les plans de construction du Visserijmuseum (musée de la pêche) de Vlaardingen et du chantier naval Meyer Werft à Papenbourg.
En janvier 2010, la coque du navire a été entièrement rénovée et un mât a été remplacé au chantier naval de Bültjer (de) à Ditzum. Les coûts étaient d'environ 250.000 euros. La Fondation allemande pour la protection des monuments a contribué 25.000 euros 